# پیزتی (دهانه)
پیزتی یک دهانه برخوردی در ماه است.

## دهانه‌های اقماری
این دهانه ۲ دهانه اقماری دارد.
| Pizzetti | عرض جغرافیایی | طول جغرافیایی | قطر          |
| -------- | ------------- | ------------- | ------------ |
| C        | ۳۳٫۱° S       | ۱۲۱٫۱° E      | ۱۰٫۰ کیلومتر |
| W        | ۳۳٫۸° S       | ۱۱۷٫۷° E      | ۱۴٫۰ کیلومتر |